# Rock im Park 2001
Rock im Park 2001 è il primo album dal vivo dei Limp Bizkit, pubblicato il 31 marzo 2008.
L'album, della durata di 168 minuti, contiene quindici canzoni dei Limp Bizkit, cantate al Rock im Park il 1º giugno del 2001.

## Tracce
1. Intro
2. Hot Dog
3. Show Me What You Got
4. Break Stuff
5. The One
6. Livin It Up
7. My Generation
8. Re-Arranged
9. Faith
10. Full Nelson
11. My Way
12. Nookie
13. I Would for You;
14. Take a Look Around
15. Rollin' (Air Raid Vehicle)

## Formazione
- Fred Durst - voce
- Wes Borland - chitarra, cori
- Sam Rivers - basso, cori
- John Otto - batteria
- DJ Lethal - giradischi, tastiera, campionatore